# Ruben Smith

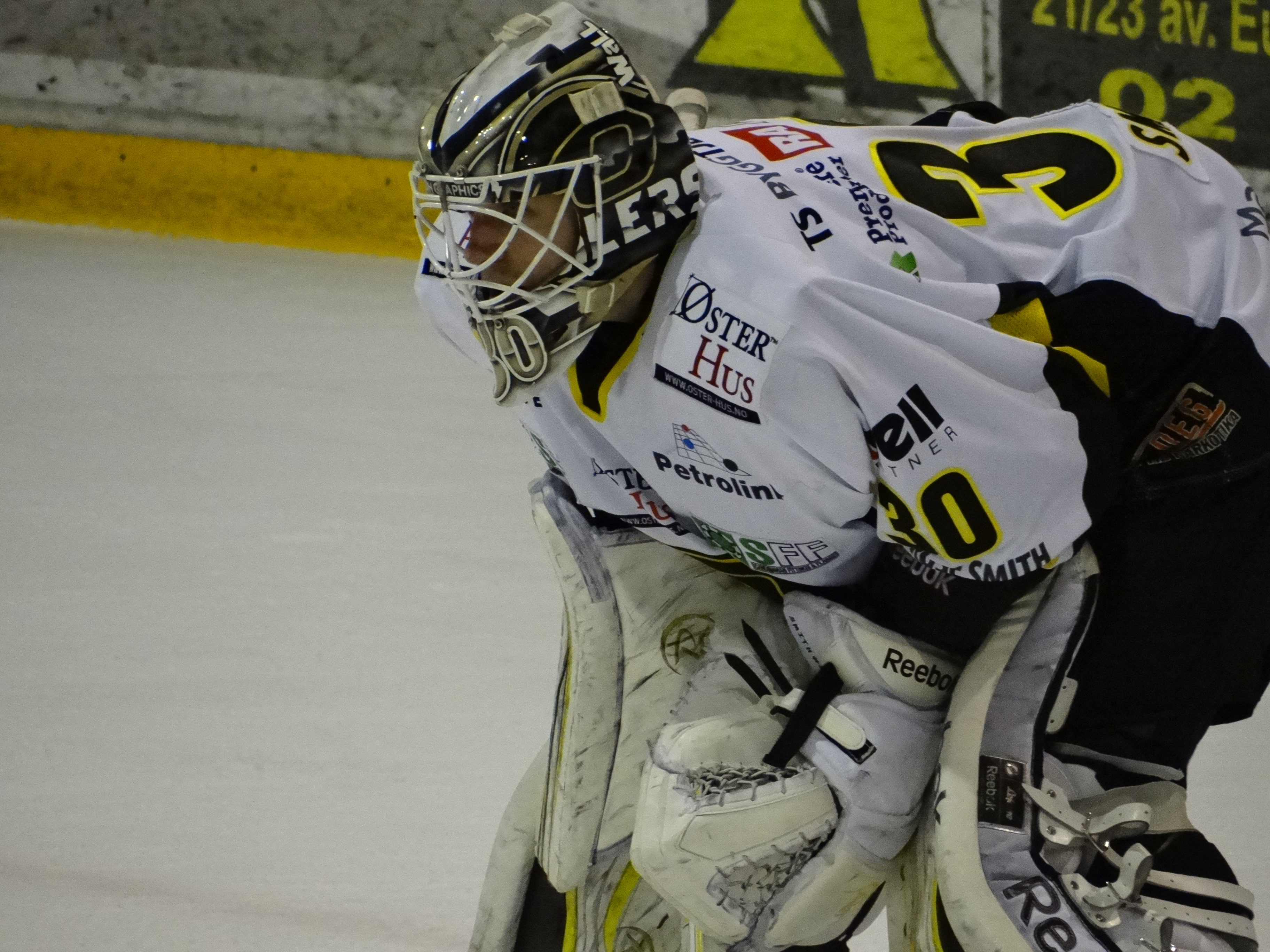
Ruben Smith

Ruben Smith, född i Stavanger, Norge den 15 april 1987, är en norsk professionell ishockeyspelare som för närvarande spelar för Stavanger Oilers i norska GET-ligaen.
Han har tidigare spelat för Storhamar Dragons. Smith har även representerat Norges landslag vid ett antal tillfällen. OS i Vancouver 2010, samt ishockey-VM 2008, 2009 och 2010.